# Rivière Jaune
Rivière Jaune är ett vattendrag i Kanada.   Det ligger i provinsen Québec, i den sydöstra delen av landet, 250 km öster om huvudstaden Ottawa.
Omgivningarna runt Rivière Jaune är en mosaik av jordbruksmark och naturlig växtlighet. Runt Rivière Jaune är det mycket glesbefolkat, med 7 invånare per kvadratkilometer.